# Sebastian Bachmann
Sebastian Bachmann (Bad Mergentheim, 24 de novembro de 1986) é um esgrimista alemão de florete, que conquistou duas medalhas em campeonatos mundiais e o bronze nos Jogos Olímpicos de Londres.

## Biografia e carreira
Sebastian Bachmann nasceu em Bad Mergentheim, no dia 24 de novembro de 1986. Ele começou a praticar esgrima aos cinco anos de idade, influenciado pelas conquistas alemãs no esporte nos Jogos Olímpicos de 1988, especialmente porque sua cidade natal não ficava longe de Tauberbischofsheim, reduto alemão de atletas de florete. Antes de especializar nesta arma, Bachmann praticou espada.
Bachmann venceu o campeonato nacional júnior de 2005 e 2006, integrando também a equipe que conquistou a medalha de prata no campeonato mundial de juniores de 2006, em Líncia. Com os resultados obtidos, ele foi selecionado para o Grupo de Desenvolvido Esportivo de Bundeswehr, em Estugarda. Transferiu-se em 2008 do Clube de Esgrima Tauberbischofsheim para o Grupo de Desenvolvimento Esportivo de Colônia-Longerich. Posteriormente, ingressou o Olympischer Fechtclub Bonn (OFC Bonn), que ostentava uma forte equipe de florete, liderada pelo técnico Ulrich Schreck. Ele também estudou ciências da computação na Universidade de Colônia.
Integrou a equipe nacional sênior no Campeonato Europeu de 2009, em Plovdiv, onde conquistou a medalha de bronze. No mesmo ano, obteve a medalha de prata no mundial de Antália. A equipe nacional voltaria a conquistar dois bronze no mundial de Catânia (2011) e no europeu de Legnano (2012).
Após garantir a qualificação para os Jogos Olímpicos de 2012, em Londres, Bachmann estreou na segunda rodada vencendo o russo Renal Ganeyev; contudo, terminou sendo eliminado por Valerio Aspromonte, da Itália. No evento por equipes, a Alemanha estreou com triunfo sobre a Rússia; no embate, Bachmann conquistou duas vitórias e dois revés. A eliminação ocorreu nas semifinais, com uma derrota para os japoneses; contudo, o triunfo sobre os Estados Unidos, em 5 de agosto, determinou a conquista da medalha de bronze olímpica. Apesar disso, durante a sétima partida, Bachmann foi vítima de uma queda e precisou ser substituído pelo reserva André Weßels.
No Europeu de 2013, em Zagreb, ele integrou a equipe alemã campeã; na ocasião, triunfos sobre Hungria, Grã-Bretanha e Polônia determinaram o título continental. No mesmo ano, no campeonato mundial de Budapeste, alcançou as quartas de finais pela primeira vez, quando enfrentou o norte-americano Miles Chamley-Watson, saindo eliminado da partida. Na edição seguinte, Bachmann novamente encontra Chamley-Watson, conquistando um triunfo.